# 银币自由铸造

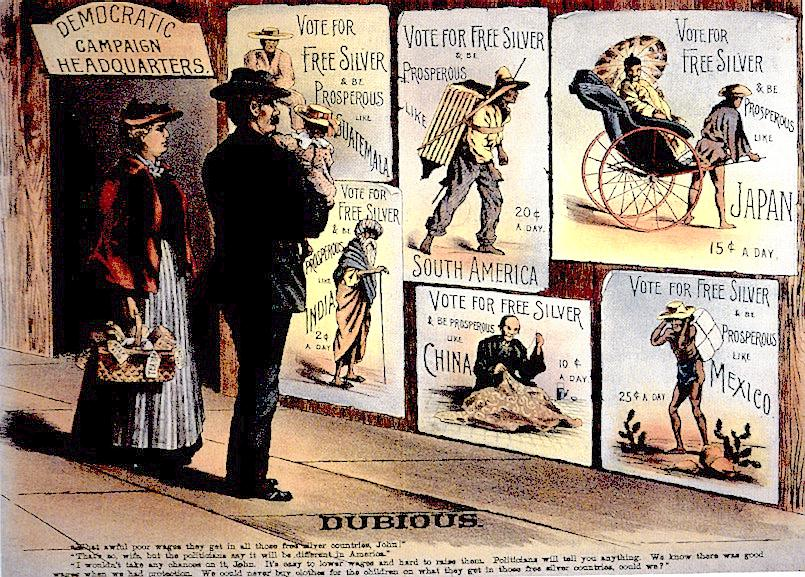
共和党在1896年大选中攻击银币自由铸造的海报

银币自由铸造（英語：Free Coinage of Silver）的争论最早出现在19世纪后半叶的美国，其支持者认为政府应该采用扩张性货币政策，允许造币厂根据公民的需求，无限量地将社会上的白银铸造为具有法偿能力的银币；反对者则认为应该维持谨慎的货币政策，坚持基于金本位的有限货币供给。银币自由铸造获得了大批民粹拥趸，工会以及许多普通美国人认为可以借助这一政策对抗银行和垄断资本家，尤其是那些镀金时代的黑心商人，由此自由铸造的银币也被称作“人民货币”。银币自由铸造的支持者强调白银在金银复本位体系中的重要性，要求按照16：1的固定比例铸造金银币以维持金银比价，但多数经济学家认为，由于白银价格相对黄金价格持续下跌，低价银币会导致劣币驱逐良币。
众所周知，货币供给过剩会导致通货膨胀，因此银币自由铸造的焦点在于通货膨胀是否有益。1893至1896年间的美国恰恰因为经济危机出现通货紧缩，工业区失业率居高不下，物价低迷则令农产品无利可图，工人与农民都深受打击。货币自由铸造的呼声主要来自受经济危机影响最深的工农，他们把矛头指向支持金本位的金融建制派，譬如美国东北部的工厂主、铁路大亨与商界人士，这些有产阶级享受着金价上涨和物价下跌的福利，而负债累累的底层大众却因为缺金少银，需要用手中越发不值钱的白银偿还作价日昂的美金债务，农民也不满于农产品价格低迷，需要提高价格以促进财务。因此除了西部的银矿主外，自由铸造得到了中西部小麦带和深南部棉花带的农民支持，但在东北部和中西部的玉米带缺没有那么受欢迎。民主党也将银币自由铸造当作1896年和1900年大选中的核心议题，民主党的领袖威廉·詹宁斯·布莱恩在著名的黄金十字架演说中抨击金本位、支持银币自由铸造，美国人民党也在1896年表态支持布莱恩。但银币自由铸造政策在之后的大选中屡战屡败，美国在此后更加坚定转为金本位。
从废除白银货币地位的《1873年硬幣法令》开始，有关银币自由铸造的讨论经久不衰，白银支持者斥责“硬幣法令”为“73年罪行”；在其推动下，美国于1934年颁布白银购买法令，美国总统和财政部可以控制国内白银；直到1963年Public Law 88-36彻底废除白银购买法令后，白银货币地位的讨论才告一段落。